# Steponas Kairys
Steponas Kairys (ur. 3 stycznia 1879 w Užunevėžiai koło Wiłkomierza, zm. 16 grudnia 1964 w Brooklynie) – litewski inżynier, polityk socjaldemokratyczny,  jeden z sygnatariuszy Aktu Niepodległości Litwy z 1918 roku, wicemarszałek Sejmu Republiki Litewskiej (1926). 

## Życiorys
Ukończył studia w Instytucie Technologicznym w Petersburgu, po czym pracował na robotach kolejowych w rejonie Samary i Kurska. Po powrocie na Litwę w 1912 zajmował się pracą w wodociągach i kanalizacji miejskiej w Wilnie. Od 1923 nauczał na Uniwersytecie Witolda Wielkiego w Kownie – w 1940 otrzymał tytuł doktora inżynierii. 
Od młodości angażował się politycznie: w 1900 przystąpił do Litewskiej Partii Socjaldemokratycznej, został wybrany w skład jej Komitetu Centralnego. W 1905 wziął udział w obradach sejmu wileńskiego jako członek jego prezydium. 
W 1917 zasiadł w tzw. konferencji wileńskiej, która wybrała go do Taryby. 16 lutego 1918 wraz z dziewiętnastoma innymi członkami rady sygnował Akt Niepodległości Litwy. Po wyborze Mendoga II na króla Litwy jako zwolennik republiki zrezygnował z zasiadania w tym gremium w proteście wobec nowego ustroju państwa. 
W 1920 został wybrany do Sejmu Ustawodawczego Litwy, później posłował do sejmów I, II i III kadencji (1922–1923; 1923–1926; 1926–1927). Na skutek wygranej lewicy w wyborach w maju 1926 został wybrany wicemarszałkiem Sejmu z ramienia LSDP. Po zamachu stanu z 17 grudnia 1926 znalazł się w opozycji wobec reżimu Antanasa Smetony. 
W 1942 roku wraz z żoną ukrywał i otaczał opieką jedenastoletnią dziewczynkę pochodzenia żydowskiego, za co małżeństwo uhonorowano w 2005 r. tytułem Sprawiedliwych wśród Narodów Świata. 
W 1943 został przewodniczącym Najwyższego Komitetu Wyzwolenia Litwy (Vyriausiasis Lietuvos išlaisvinimo komitetas, VLIK). W 1945 udał się na emigrację najpierw do Niemiec, następnie do USA. 
Po uzyskaniu niepodległości przez Litwę w 1991 został pochowany na cmentarzu Pietraszuńskim w Kownie.